# Eusimplex
Eusimplex is een geslacht van vlinders van de familie uilen (Noctuidae).

## Soorten
- E. flava Berio, 1977
- E. perflava Berio, 1977